# Santa María Josaa
Santa María Josaa är en ort i Mexiko.   Den ligger i kommunen Ixtlán de Juárez och delstaten Oaxaca, i den sydöstra delen av landet, 400 km sydost om huvudstaden Mexico City. Santa María Josaa ligger 1 484 meter över havet och antalet invånare är 163.
Terrängen runt Santa María Josaa är mycket bergig, och sluttar österut. Runt Santa María Josaa är det mycket glesbefolkat, med 7 invånare per kvadratkilometer. Närmaste större samhälle är Santiago Teotlasco, 3,8 km söder om Santa María Josaa. I omgivningarna runt Santa María Josaa växer i huvudsak städsegrön lövskog.